# روبرت ستانلي وير
روبرت ستانلي وير هو قاضي وشاعر كندي، ولد في 15 نوفمبر 1856 في هاميلتون في كندا، وتوفي في 20 أغسطس 1926 في Lake Memphremagog ‏ في الولايات المتحدة.

## وصلات خارجية
- روبرت ستانلي وير على موقع الموسوعة البريطانية (الإنجليزية)
- روبرت ستانلي وير على موقع ميوزك برينز (الإنجليزية)